# Bruno Carotti
Bruno Carotti (Palma de Mallorca, España, 30 de septiembre de 1972), futbolista francés. Juega de defensa y se encuentra semirretirado. 

## Clubes
| Club                | País    | Año       |
| ------------------- | ------- | --------- |
| Montpellier HSC     | Francia | 1992-1995 |
| FC Nantes           | Francia | 1995-1998 |
| Paris Saint-Germain | Francia | 1998-2000 |
| AS Saint-Étienne    | Francia | 2000      |
| Toulouse FC         | Francia | 2000-2001 |
| Montpellier HSC     | Francia | 2001-2009 |

## Palmarés

### Campeonatos nacionales
| Título                     | Club            | País    | Año  |
| -------------------------- | --------------- | ------- | ---- |
| Copa de la Liga de Francia | Montpellier HSC | Francia | 1992 |

- Datos: Q941212
- Multimedia: Bruno Carotti / Q941212